# Flagge der Norfolkinsel
Die Flagge der Norfolkinsel wurde offiziell am 17. Januar 1980 für die zu Australien gehörende Insel eingeführt.

## Beschreibung
Die Flagge ist Grün-Weiß-Grün, im Verhältnis 7:9:7, gespalten, in der Mitte mit einer grünen Norfolk-Tanne belegt – einer nur auf dieser Insel heimischen Nadelbaumart.

## Geschichte
Der Entwurf wurde am 6. Juni 1979 durch den „Rat der Norfolkinsel“ gebilligt. Der Designer der Flagge wurde nicht bekannt gegeben. Der „Norfolk Island Flag and Public Seal Act“ von 1979 definierte sie und setzte die Richtlinien fest, wie sie zu gebrauchen sei. Das Gesetz zur Flagge wurde am 1. Januar 1980 angenommen. Am 17. Januar 1980 wurde die Flagge mit dem Inkrafttreten des Gesetzes offiziell eingeführt.